# Luis II de Wurtemberg-Urach

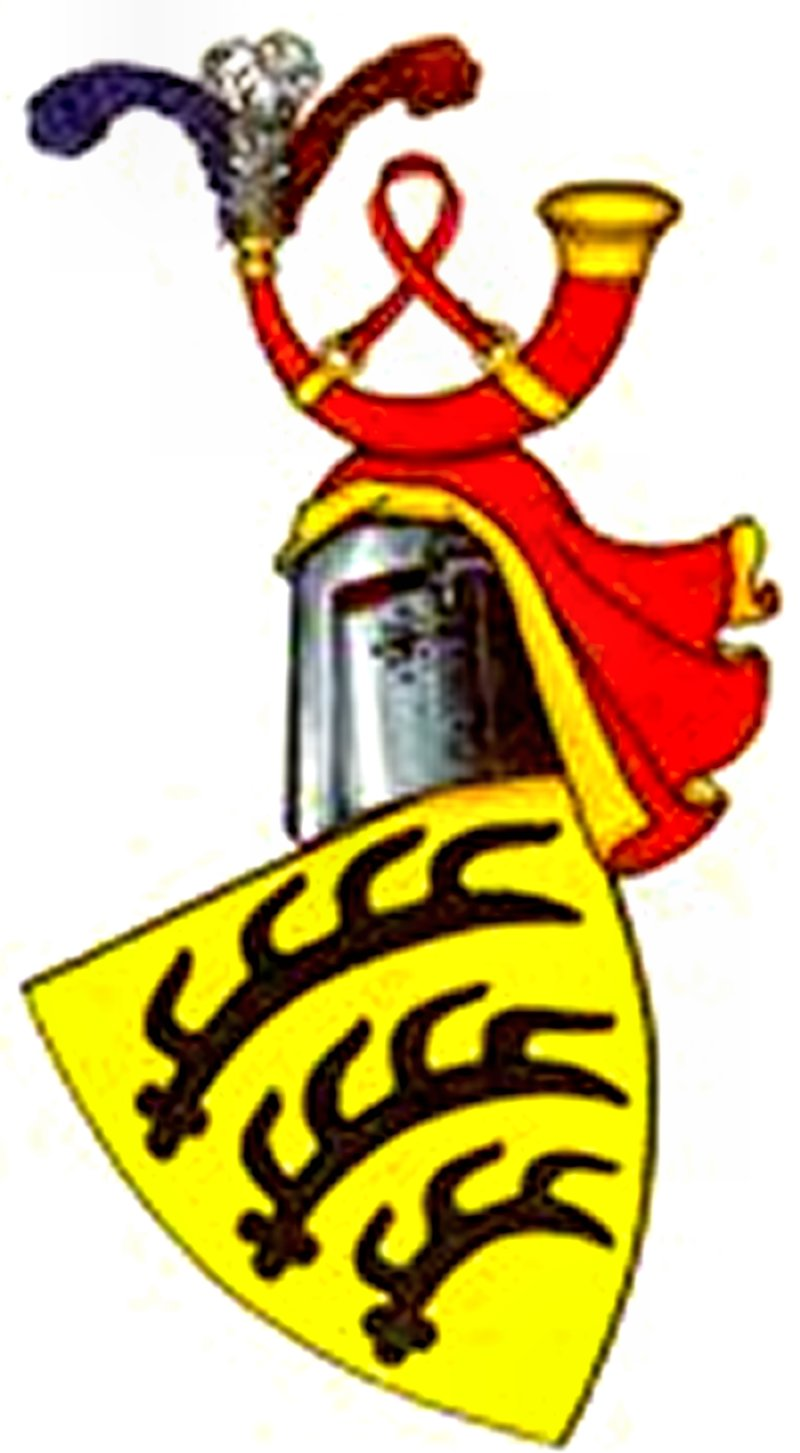
Escudo de armas del condado de Württemberg

Luis II (Waiblingen, 3 de abril de 1439-Urach, 3 de noviembre de 1457) fue conde de Wurtemberg, desde 1450 hasta 1457. Era hijo del conde Luis I y Mechtilde del Palatinado. 
Después de la división del condado de Wurtemberg, por el tratado de Nürtingen en 1442, se crio en Urach, capital del recientemente creado condado de Wurtemberg-Stuttgart. Después de la temprana muerte de su padre, Luis I, surgió un conflicto sobre su tutela. Al final, el conde de Wurtemberg-Stuttgart, su tío Ulrico V, ganó influencia. Finalmente, Luis II fue declarado mayor de edad y asumió la responsabilidad del gobierno a los 14 años de edad.
Debido a su mala salud, murió prematuramente, en 1457, con 18 años.